# Клаус Шулце
Клаус Шулце (на немски: Klaus Schulze) е германски композитор и музикант, признат за един от пионерите на електронната музика. Композира и издава музика и под псевдонима Richard Wahnfried, а преди да постави началото на кариерата си на солов музикант е член на групите Танджърин Дрийм, Ash Ra Tempel и The Cosmic Jokers. Дискографията му включва повече от 60 албума, издадени в продължение на шест десетилетия, сред които за особено важни са смятани Timewind от 1975 г., Moondawn от 1976 г., Dune от 1979 г. и двойният албум от 1995 г. In Blue.

## Творчество
В края на 60-те години на XX век Шулце свири на барабани в групите Psy Free и едно от ранните превъплъщения на Танджърин Дрийм - една от най-известните групи, получили в англоезичните страни прозвището Krautrock  (наред с Kraftwerk и Popul Vuh) за дебютния им албум Electronic Meditation. През 1970 г. заедно с Мануел Гьотшилд и Хартмут ЕНке сформира групата Ash Ra Tempel, която напуска само година по-късно след един записан албум, с което поставя началото на соловата си кариера.
Издава дебютния си албум Irrlicht, в който е миксиран запис на оркестър, филтриран почти до неузнаваемост. Въпреки липсата на синтезатори в записа, този проект е смятан за крайъгълен камък в електронната музика. В следващия солов албум на Шулце, Cyborg, е използван EMS VCS 3 синтезатор.
През 1975 г. излиза Timewind (1975) - неговият пети дългосвирещ запис, смятан за ранен връх в творчеството му. Във Франция албумът му донася наградата Grand Prix du Disque International, което засилва продажбите на записите му в резултат на задължителните поръчки от библиотеки в цялата страна. Скоро след това се премества в Хамбюрен, Германия, и построява студиото, в което са записани повечето от проектите му през следващите десетилетия.
През 1976 г. Шулце е привлечен от японския перкусионист и композитор Стому Ямашта за член на просъществувалата за кратко „супергрупа“ Go, в която участват още Стив Уинууд, Майкъл Шрийв и Ал Ди Меола. Те издават два студийни албума (Go през 1976 и Go Too през 1977) и един албум на живо (Go Live от Париж, 1976).
През 1989 г. немската група Алфавил издава албума си The Breathtaking Blue, в който Клаус Шулце участва като музикант и продуцент на албума. „The Dark Side of the Moog“ е съвместен проект на Клаус Шулце с Пийт Намлук (към който се присъединява и Бил Ласуел). Всяко от заглавията на съвместните им записи е заимствано от заглавия на песни и албуми на Пинк Флойд (например The Dark Side of the Moog: Wish You Were There и The Dark Side of the Moog VII: Obscured by Klaus).
Richard Wahnfried е единственото алтернативно име, под което Шулце записва и издава музика. Изборът на това име свидетелства за интереса на Шулце към Рихард Вагнер, чието влияние е осезаемо в някои от албумите му като Timewind.  Шулце изостява първата половина на името и след 1993 г. използва псеводнима Wahnfried (Wahnfried е името, което Вагнер дава на вилата си в Байройт (където е погребан). Между 1979 и 1997 г. издава седем албума под това артистично име.
През 2005 г. Шулце започва да преиздава своите класически солови албуми и албумите, издадени под псевдонима Wahnfried, включвайки неиздавани преди това бонус песни, записани приблизително по същото време като оригиналните произведения. През втората част на десетилетието Шулце продуцира албуми и организира многобройни изяви на живо с Лиса Джерард.
Четиридесетият албум на Шулце Big in Japan: Live in Tokyo 2010 излиза през септември 2010 г. и отбелязва началото на петото му десетилетие като солов музикант. Този албум съдържа музика от двата заключителни концерта на Шулце в Tokyo Kokusai Forum Hall в Токио, Япония, в рамките на неговото първо и единствено посещение в Япония.
През 2013 г. Шулце издава два дългосвирещи записа – Shadowlands и The Schulze–Schickert Session 1975. След пауза от няколко години през 2018 г. се завръща в студиото за записите на албума Silhouettes, по-голямата част от който е записана от едно изсвирване.
Шулце умира на 26 април 2022 г. след дълго боледуване. Неговият последен, 47-ми албум, Deus Arrakis, излиза посмъртно на 1 юли 2022 г.

## Дискография
В допълнение към соловите албуми, издадени под истинското му име, включени в представения по-долу списък, дискографията на Шулце включва още няколко десетки дългосвирещи записа и сингли, в т.ч. албумите на The Dark Side of the Moog, преиздадените и разширени версии на част от класическите му албуми, записите на (Richard) Wahnfried, бокссетове, записи на други групи и артисти с негово участие и др.
| година на издаване | заглавие                                 | преиздаден през |
| ------------------ | ---------------------------------------- | --------------- |
| 1972               | Irrlicht                                 | 2006            |
| 1973               | Cyborg                                   | 2006            |
| 1974               | Blackdance                               | 2007            |
| 1975               | Picture Music                            | 2005            |
| 1975               | Timewind                                 | 2006            |
| 1976               | Moondawn                                 | 2005            |
| 1977               | Body Love (саундтрак)                    | 2005            |
| 1977               | Mirage                                   | 2005            |
| 1977               | Body Love Vol. 2                         | 2007            |
| 1978               | X                                        | 2005            |
| 1979               | Dune                                     | 2005            |
| 1980               | ...Live... (на живо)                     | 2007            |
| 1980               | Dig It                                   | 2005            |
| 1981               | Trancefer                                | 2006            |
| 1983               | Audentity                                | 2005            |
| 1983               | Dziękuję Poland Live '83 (на живо)       | 2006            |
| 1984               | Angst (саундтрак)                        | 2005            |
| 1985               | Inter*Face                               | 2006            |
| 1986               | Dreams                                   | 2005            |
| 1988               | En=Trance                                | 2005            |
| 1990               | Miditerranean Pads                       | 2005            |
| 1990               | The Dresden Performance (на живо)        |                 |
| 1991               | Beyond Recall                            |                 |
| 1992               | Royal Festival Hall Vol. 1 (на живо)     |                 |
| 1992               | Royal Festival Hall Vol. 2 (на живо)     |                 |
| 1993               | The Dome Event (на живо)                 |                 |
| 1994               | Le Moulin de Daudet (саундтрак)          | 2005            |
| 1994               | Goes Classic                             |                 |
| 1994               | Totentag                                 |                 |
| 1994               | Das Wagner Desaster Live (на живо)       | 2005            |
| 1995               | In Blue                                  | 2005            |
| 1996               | Are You Sequenced? (на живо)             | 2006            |
| 1997               | Dosburg Online                           | 2006            |
| 2001               | Live @ KlangArt (на живо)                | 2008            |
| 2005               | Moonlake                                 |                 |
| 2007               | Kontinuum                                |                 |
| 2008               | Farscape (с Лиса Джерард)                |                 |
| 2008               | Rheingold (на живо с Лиса Джерард)       |                 |
| 2009               | Dziękuję Bardzo (на живо с Лиса Джерард) |                 |
| 2010               | Big in Japan: Live in Tokyo 2010 (live)  |                 |
| 2013               | Shadowlands                              |                 |
| 2013–14            | Big in Europe (на живо с Лиса Джерард)   |                 |
| 2014               | Stars Are Burning (на живо)              |                 |
| 2017               | Eternal: The 70th Birthday Edition       |                 |
| 2018               | Silhouettes                              |                 |
| 2019               | Next of Kin (саундтрак)                  |                 |
| 2022               | Deus Arrakis                             |                 |
| 2024               | 101, Milky Way                           |                 |